# Kabinett Kohl I (Rheinland-Pfalz)
Das Kabinett Kohl I war das neunte Kabinett der Landesregierung des Landes Rheinland-Pfalz nach dem Zweiten Weltkrieg. Es begann am 19. Mai 1969 und wurde am 18. Mai 1971 vom Kabinett Kohl II abgelöst.
| Amt                                 | Name            | Partei | Partei |
| ----------------------------------- | --------------- | ------ | ------ |
| Ministerpräsident                   | Helmut Kohl     |        | CDU    |
| Inneres                             | August Wolters  | CDU    |        |
| Justiz                              | Fritz Schneider |        | FDP    |
| Finanzen und Wiederaufbau           | Hermann Eicher  | FDP    |        |
| Unterricht und Kultus               | Bernhard Vogel  |        | CDU    |
| Landwirtschaft, Weinbau und Forsten | Otto Meyer      | CDU    |        |
| Wirtschaft und Verkehr              | Hanns Neubauer  | CDU    |        |
| Soziales                            | Heiner Geißler  | CDU    |        |